# 제1정진집단
제1정진집단(第一挺進集団 다이이치 테이신슈단[*])은 태평양 전쟁 말기 1944년 11월에 창설되어 1945년 종전까지 존재한 일본 제국 육군의 사단급 공중정진부대이다. 통칭호는 鸞 란[*], 중국 신화 속 영조의 한 종류을 가리킨다.

## 역사
제2차 필리핀 전역에 대응하기 위해 1944년 11월에 제2정진단을 창설하고 정진연습부를 정진집단 사령부로 재편성하여 창설되었다. 그리고 제1정진집단 집단장에는 쓰카다 리키치 소장이 임명되었다. 부대는 직후, 필리핀 루손섬으로 전개하기 위해 수송선에 올랐다.
정진비행단 사령부는 수송선에 승선하였다가 12월 11일에 전멸하였다.
제1정진집단 사령부의 일부, 활공보병 제1연대와 정진통신대, 정진공병대의 각 1개 중대, 정진비행전대의 일부, 제103비행장중대는 항공모함 운류에 승선하여 필리핀으로 건너가던 중, 12월 19일에 운류의 격침으로 전멸하였다.
나머지 정진집단 사령부는 12월 29일 산페르난도에 상륙하여, 클라크 지구 비행장에 지휘소를 차리고 방어할 준비를 하였으나, 활공보병 제2연대, 정진기관포대, 정진통신대만이 도착하였다. 이후, 정진집단은 제10사단 보병 제39연대와 여러 육군과 해군 항공부대를 지휘할 루손 북서부 지구 방어대인 建武集団 켄부슈단[*]→켄부집단의 사령부가 되었고, 야마시타 도모유키 중장의 제14방면군의 지휘통제를 받게 되었다.
켄부집단의 실질적인 전력은 활공보병 제2연대와 기동보병 제2연대 뿐이었고, 이듬해 1945년 1월 클라크 비행장까지 밀려나 괴멸에 가까운 피해를 입은 후, 사령부는 피나투보산으로 후퇴하였다. 생존자는 100~400명 가량 추산되었다.

### 제1정진단
제1정진단은 본토에 남아 예비대로서 항공총군 직할배속부대가 되었다. 오키나와 전투에서 분견대인 기레쓰 공정대가 유격전을 펼치고, 마리아나 제도와 오키나와 몰락 작전에 대항한 결호 작전에 대비하여, 미야자키현의 가와미나미, 홋카이도의 지토세 비행장, 지바현의 요코시바에서 종전까지 주둔하였다.

### 제2정진단
제2정진단은 창설한 직후, 먼저 필리핀에 전개하여 제4항공군의 지휘를 받고 있었다. 레이테 전투에 투입되기 위해 대기하던 도중에, 루손섬 북부의 Echague로 퇴각하는 제4항공군을 호위한 뒤, 제4비행사단으로 전속하였다. 사단의 비행장대대를 배속받아 본부와 8개 전투중대로 편성된 "高千穂部隊 타카치호 부타이[*]→타카치호 부대"로 명명되었다. 이후 제10사단과 함께 레이테 전투에 투입되었다.

### 정진비행단
정진비행단은 함흥에서 부대를 복구하고 있었고, 활공비행 제1전대가 오키나와 전투의 예비대로서 대기하였다.

### 그 외
제1정진공병대와 정진 제1연대 소속 작업중대가 루손섬에 배치되었고, 빠른 기동을 위한 운송수송수단이 부족했던 탓에 클라크 지구 비행장까지 가지 못했다. 제14방면군의 관할지역인 바기오에서 옛 주필 미군의 유격대와 전투하였고, 이후, 독립혼성 제58여단으로 전속하였다.

## 지휘부

### 연습부 부장
| #    | 계급 | 성명                      | 취임일 | 이임일 |
| ---- | ---- | ------------------------- | ------ | ------ |
| 초대 | 중좌 | 가와시마 게이고(河島慶吾) |        |        |

| #    | 계급 | 성명            | 취임일      | 이임일     |
| ---- | ---- | --------------- | ----------- | ---------- |
| 초대 | 대좌 | 구메 세이이치   | 1941월 10일 | 12월       |
| 2    | 중좌 | 가와시마 게이고 | 1941년 12월 | 1942년 6월 |
| 3    | 대좌 | 구메 세이이치   | 1942년 6월  | 종전       |
| 4    | 소장 | 쓰카다 리키치   | 1944년 11월 | 종전       |

### 집단장
| #    | 계급      | 성명          | 취임일      | 이임일 |
| ---- | --------- | ------------- | ----------- | ------ |
| 초대 | 소장/중장 | 쓰카다 리키치 | 1944년 11월 |        |

### 참모
- 고급참모: 대좌 오카다 야스하루(岡田安治)
- 참모: 소좌 후지다 고지로(藤田幸次郎)
- 고급부관: 중좌 고바야시 게사오(小林朝男)
- 경리부원: 주계대좌 고야마 지유키(小山致航)
- 군의부장: 군의중장 마스다 후미오(益田二三雄)

## 부대
정진집단의 2개 정진단 아래에 각각 2개 정진연대로 편성되었다. 1개 정진비행단(挺進飛行団) 안에 각각 3개 비행전대와 비행장중대 
- 제1정진단 (1RB)
  - 정진 제1연대 (1Ri)
  - 정진 제2연대 (2Ri)
- 제2정진단 (2RB) (威19040)
  - 정진 제3연대 (3Ri) (威9948)
  - 정진 제4연대 (4Ri) (鸞9949)
- 제1정진비행단  (RFB) ( 19150)
  - 정진비행 제1전대 挺進飛行戦隊
  - 정진비행 제1전대  (2RFR)
  - 활공비행 제1전대
  - 제101비행장중대
  - 제102비행장중대 (帥19152)
  - 제103비행장중대
  - 통신대 (鸞19151)
- 활공보병 제1연대 (1Ki) (鸞19045)
- 활공보병 제2연대 (2Ki) (鸞19046)
- 제1정진전차대 挺進戦車隊 (1RTK)
- 제1정진기관포대 (鸞19047)
- 제1정진공병대 (鸞19048)
- 제1정진통신대 (鸞19044)
- 제1정진정비대

## 기록

### 소속
- 제14방면군

### 참전
- 제2차 필리핀 전역
  - 루손 전투

## 같이 보기
- 제1공정단, 육상자위대의 공정부대.
- 일본 제국 해군 공정부대

## 참고

### 인용
1. 1 2  田中賢一 1976, 288-289쪽.
2. ↑  戦史叢書60 1972, 606쪽.

### 자료
- 田中賢一 (1976). 《陸軍落下傘部隊戦記 あゝ純白の花負いて》 (일본어). 学陽書房.
- 松木秀満 (1972년 11월). 《捷号陸軍作戦(2)ルソン決戦》. 戦史叢書 (일본어) 62. 朝雲新聞社.